# Lathen
Lathen je obec v zemském okrese Emsland v Dolním Sasku, Německo. Na konci roku 2015 zde žilo 6235 obyvatel. Dne 1. ledna 1973 byly k Lathenu připojeny obce Hilter (Ems) a Kathen-Frackel.
Obec je známá zejména díky zkušebnímu okruhu vlaků maglev systému Transrapid, jehož návštěvnické centrum, zastávka a jedna ze smyček leží na východním okraji Lathenu.

## Název
Lathen je poprvé připomínán už v roce 854 jako Lodon, kolem roku 1000 pak jako Lodun. V pozdějších zápisech kláštera Corvey, jejichž datace je velmi nejasná a pohybuje se tak někdy mezi lety 1100 a 1400, je používána forma Loten.
Při dělení Lod-on může kořenem názvu být Lode neboli výhonek, při dělení lo-don pak může název obce znamenat houština či paseka v hustém lese.  Název obce tak pochází ze stejných kořenů jako u Londýna. Podobně název řeky Emže, podle níž je pojmenován celý místní region, má shodné kořeny s názvem Temže.

## Galerie

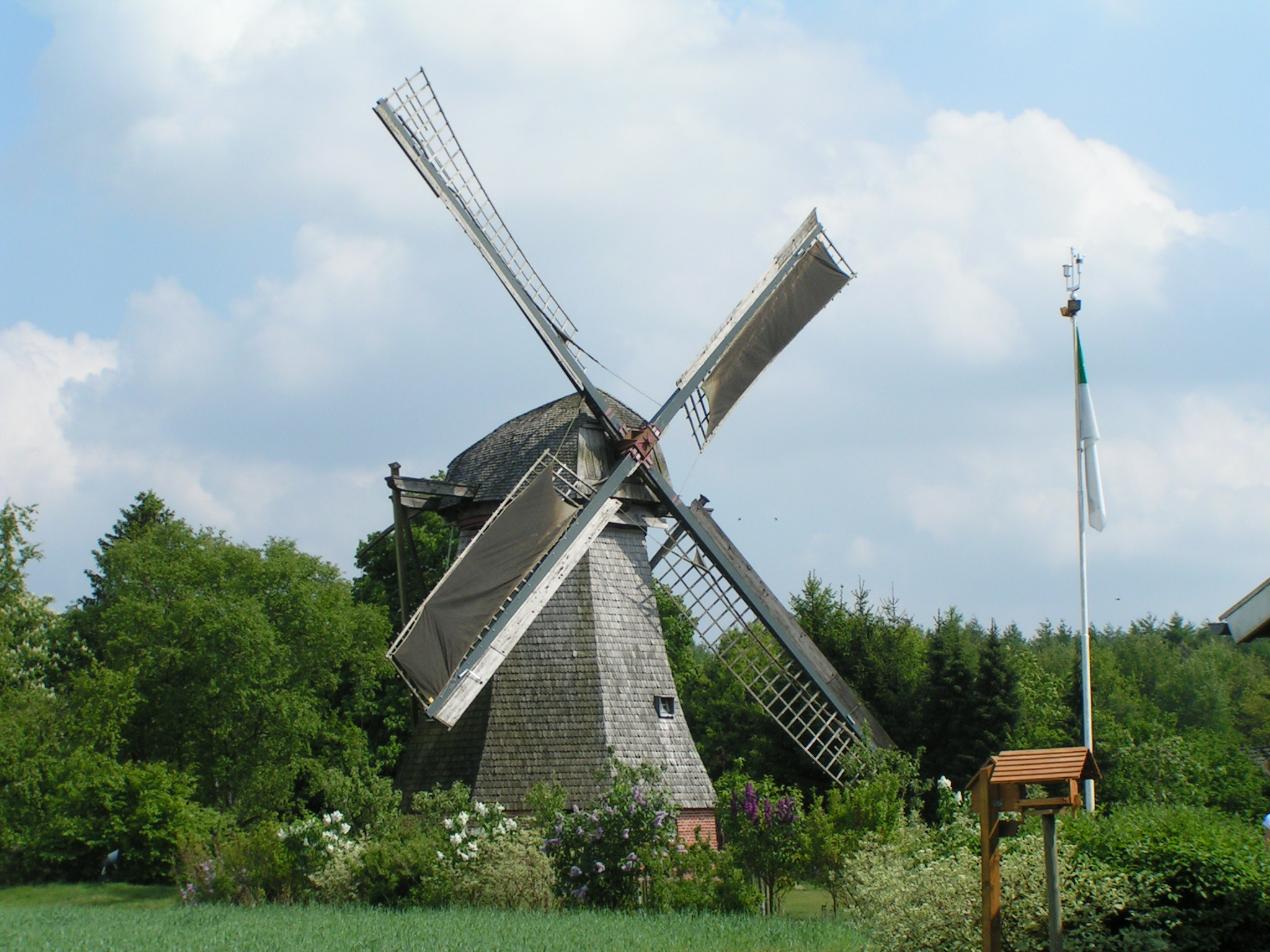
Mlýn z roku 1818 v Hilteru
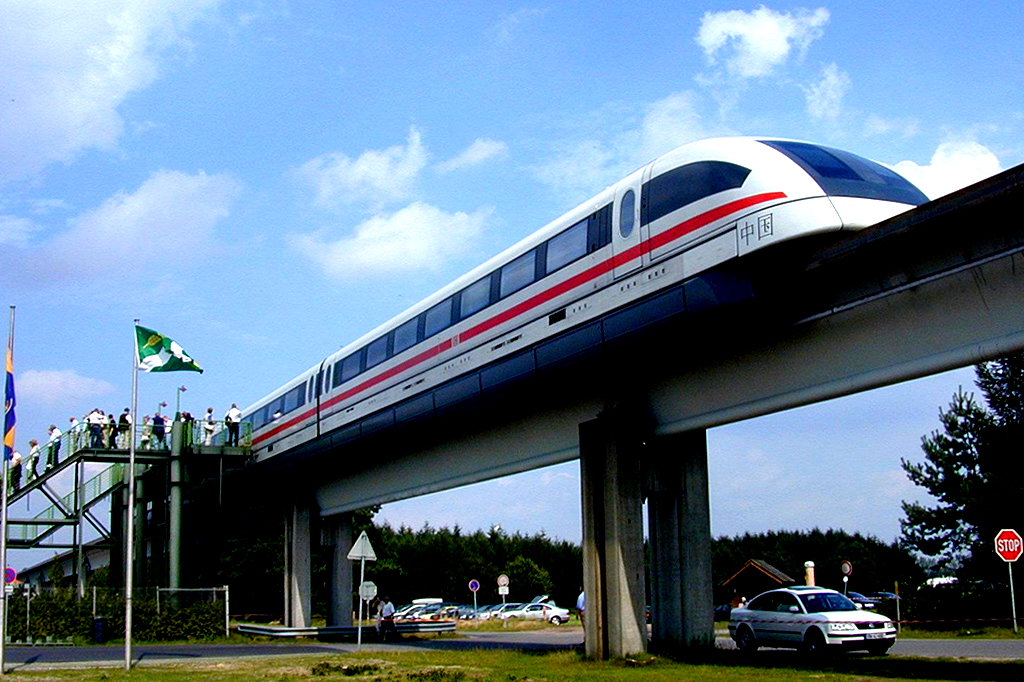
Stanice Transrapidu
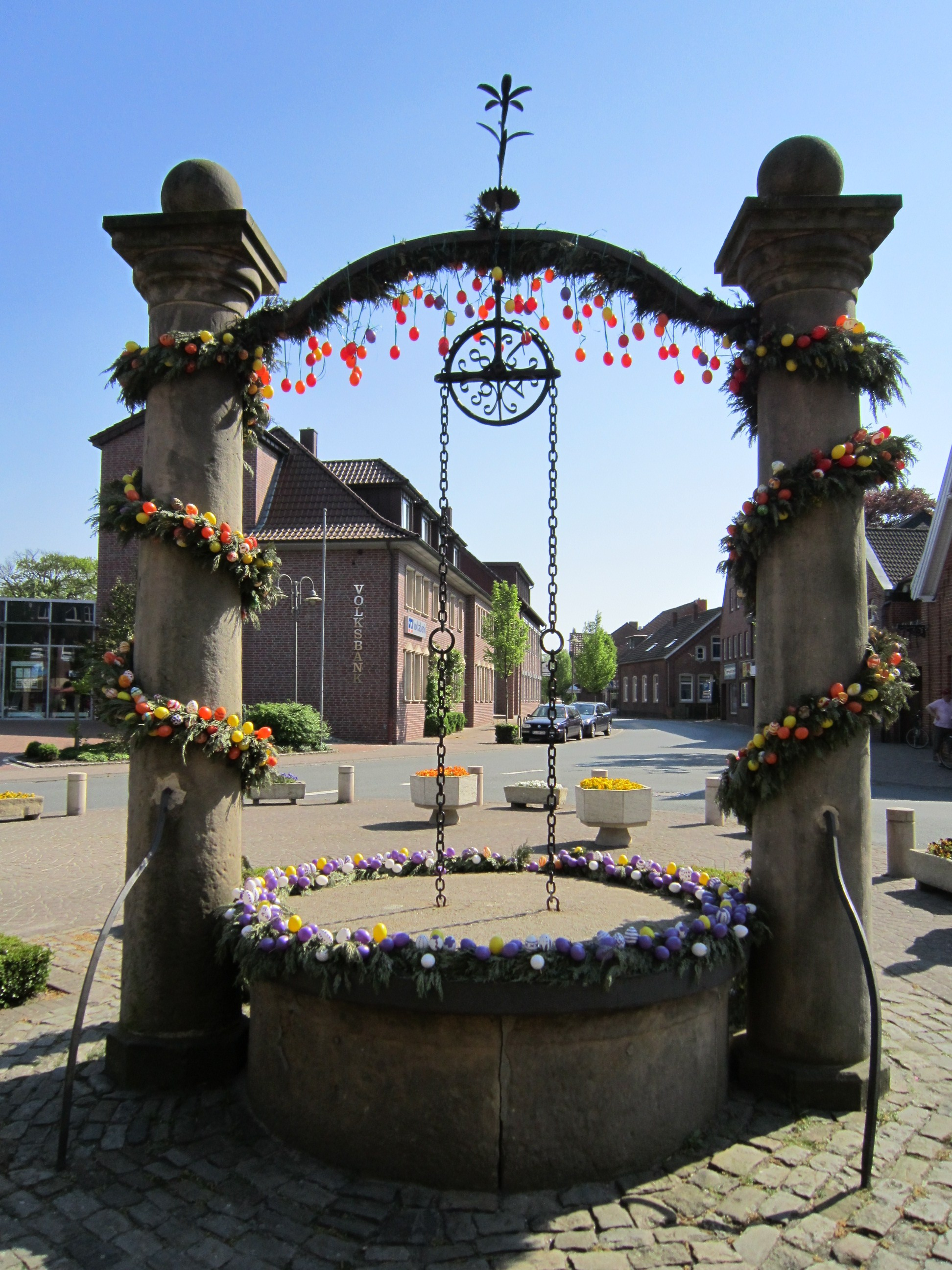
Velikonočně vyzdobená kašna na náměstí